# Bumble B. Boy
Bumble B. Boy, artiestennaam van Tom Harden, is een Australische zanger. 

## Biografie
Harden is afkomstig uit Australië, maar is gevestigd in Nijmegen. Op jonge leeftijd kwam hij via zij ouders in contact met de muziek van Engelbert Humperdinck en Herb Alpert, waardoor hij geïnspireerd raakte om muziek te maken. Hij vertrok op zijn 22e uit Australië. Harden werd eerst kinderentertainer, maar deze carrièrestap faalde. In die periode luisterde hij wel veel naar artiesten die muziek voor kinderen maken, zoals Bozo the Clown, The Wiggles, Pee-Wee Herman en Bill Cosby, iets wat hem inspireerde in de muziek die hij ging maken.
In 2022 begon hij met optreden en bracht hij zijn eerste single Welcome to to Bumble B. Show! uit. Optreden doet hij dikwijls in een imkerpak. Hij won de Roos van Nijmegen in 2022 en was onderdeel van Popronde in dat jaar. Begin 2023 stond hij op ESNS. In het vervolg van dat jaar stond hij onder meer op de festivals Grasnapolsky, Best Kept Secret, Down The Rabbit Hole en Into the Great Wide Open en bij de Vierdaagsefeesten.
Bumble B. Boy kwam in maart 2024 met zijn debuutalbum Bumble B. Boy!. Hij deed hiermee een clubtour in Nederland en trad in de festivalzomer op op onder andere Klomppop, Oerol en Zomerparkfeest. Ook deed hij in het najaar een tour in het Verenigd Koninkrijk.

## Muziekstijl
De muziekstijl van Bumble B. Boy is een mix van verschillende stijlen. Never Mind the Hype omschreef het als volgt: "... muzikaal wijkt Bumble B. Boy af van gebaande paden: disco, funk, punk, artock en pop wordt in een dusdanig onherkenbare vorm gegoten dat we ons even achter het hoofd moeten krabben". 3voor12 noemde het "Australische chaospunk die goed geluisterd heeft naar bands als Tropical Fuck Storm, maar evengoed de kwinkslag van een David Byrne heeft."

## Discografie (albums en ep's)
- Bumble B. Boy! (album, 2024)